# Arvesynd
Ifølge den kristne tradition er arvesynd den almene tilstand af syndighed i mennesket (mangel på hellighed) som mennesker fødes i (Salme 51:5). Navnet refererer til den første synd, Adam og Evas syndefald (eller fald i synd), som skulle være blevet nedarvet til alle efterkommere af Adam og Eva. Arvesynden har ifølge kristen teologi indflydelse på alt levende, dvs. menneskers ondskab og dyrs og planters levevilkår, fordi verden er "faldet". Arvesynd adskiller sig fra almindelig synd som årsag til virkning: "...det dårlige træ [bærer] dårlige frugter." (Matt 7:17). Arvesynden er ikke en konsekvens af personlige handlinger, men er personlig i den forstand at den får konsekvenser for enhver.
Ifølge apostlen Paulus (Rom. 5) har syndefaldet medført at døden er kommet ind i verden, og at dette først blev overvundet med Jesus Kristus. At menneskene er behæftet med Adams synd og derfor hjemfaldne til døden er en tanke som findes hos mange kristne forfattere.
Augustin udformede den egentlige lære om arvesynden, ifølge hvilken alle mennesker bærer på Adams skyld og derfor er underkastet evig straf, hvis ikke Gud har udvalgt dem til at få del i frelsen gennem Kristus – dette behandles i læren om prædestination.
Den middelalderlige vestkirke accepterede aldrig Augustins egen tolkning, men mildnede læren og mente at ingen var forudbestemt til fordømmelse, men at det handlede om både Guds nåde og menneskets handlen.
Martin Luther som fandt støtte i Augustins lære, mente at mennesket er uhjælpeligt faldet i synd, men bliver frelst gennem retfærdiggørelse ved tro alene. Calvin skærpede tanken yderligere gennem sin lære om den dobbelte prædestination, dvs. at forudbestemmelsen gælder både frelse og fortabelse.

I de østlige kirker har arvesyndslæren aldrig vundet samme gehør som i de vestlige.

## Note
1. ↑  lat. peccatum originale, "oprindelig synd"